# St Teilo’s Church (Llandeloy)
Koordinaten: 51° 53′ 51″ N, 5° 6′ 58,3″ W

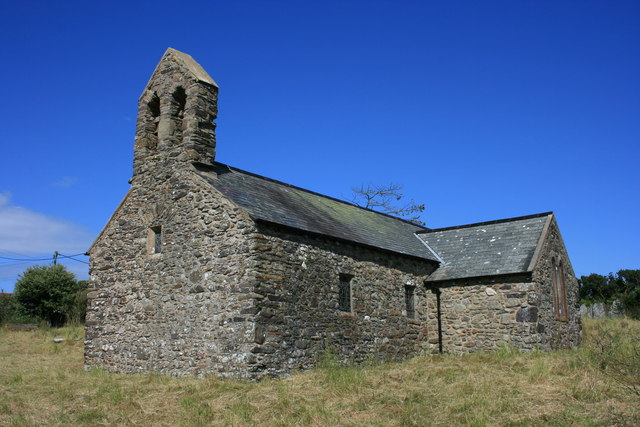
St Teilo's Church, Llandeloy, von Südwesten gesehen

St Teilo’s Church, Llandeloy ist eine nicht mehr genutzte Kirche im Dorf Llandeloy, Pembrokeshire in Wales. Sie wurde von Cadw im Grade II als Listed Building eingestuft, und wird von den Friends of Friendless Churches unterhalten.

## Geschichte
Die Kirche wurde in den Jahren 1926–1927 aus mittelalterlichen Ruinen errichtet. Für die Planung zeichnete der Architekt John Coates Carter aus Cardiff verantwortlich. Das Bauwerk befolgte die Stilregeln des Arts and Crafts Movements, also der Verwendung des am einfachsten vor Ort vorhandenen Baumaterials, ohne den Versuch der Stil einer Periode zu kopieren. Nachdem die Kirche 2002 geschlossen worden war, wurde sie von den Friends of Friendless Churches in deren Obhut übernommen.

## Architektur
Das Bauwerk hat ein „bescheidenes Exterieur“. St Teilo’s ist aus Bruchsteinen gebaut, das Dach ist aus Schiefer. Am westlichen Ende befindet sich ein Glockenverschlag mit Satteldach. Der Grundriss der Kirche besteht aus dem Kirchenschiff und dem Altarraum sowie einem Querschiff im Süden. Das Fenster nach Westen ist schmal. In der Nordmauer des Kirchenschiffes gibt es als Eingang einen Torbogen und ein langgezogenes Fenster. In der Südmauer befinden sich zwei quadratische Fenster. Nach Osten hin befindet sich ein einziges Spitzbogenfenster. Das Querschiff verfügt über zwei lange Lanzettfenster nach Süden. Alle Fenster haben grobe Futter, es wurden keine Werksteine verwendet.
Das Interieur ist „schön und bewegend“. Der Lettner mit seinem Hängeboden dominiert das Interieur. Das Innere ist ein langer und niedriger Raum, die Wände sind unverputzt. In die Vorderseite des Hängebodens ist die Kreuzigung Christi eingeschnitzt. In die Ecke zwischen dem Lettner und der Nordwand ist eine einfache, dreiseitige Kanzel eingepasst. Zum Hängeboden gelangt man über eine Treppe in der Nordwand. Das Kirchengestühl ist einfach, mit offenen Rückenlehnen. Es gibt zwei steinerne Taufbecken. Eines ist aus altertümlichen Steinen gefertigt, die vor dem Wiederaufbau der Kirche bei Ausgrabungen gefunden wurden. Das andere ist achteckig und steht auf drei Stufen. Das Altarretabel besteht aus rechteckigen Holztafeln, die mit Gesso und Tempera gestrichen sind. Der Rahmen ist aufwendig mit Schnitzereien versehen. Außerdem gibt es in der Kirche noch ein Weihwasserbecken und ein Paar Piscina aus Schiefer. Das Buntglas im östlichen Fenster und im Querschiff stammt aus dem Jahr 1926, die südlichen Glasfenster des Kirchenschiffes wurden um 1936 hinzugefügt.

## Belege
1. 1 2 3 4 5 6  Church of Saint Teilo. Historic Wales (Cadw), abgerufen am 20. August 2010 (englisch).
2. 1 2 3  Llandeloy St Eloi. Friends of Friendless Churches, archiviert vom Original am 13. Juli 2010; abgerufen am 20. August 2010 (englisch).  Info: Der Archivlink wurde automatisch eingesetzt und noch nicht geprüft. Bitte prüfe Original- und Archivlink gemäß Anleitung und entferne dann diesen Hinweis.
3. 1 2 3  Architectural History of Llandeloy. Friends of Friendless Churches, archiviert vom Original am 1. Juli 2011; abgerufen am 20. August 2010 (englisch).  Info: Der Archivlink wurde automatisch eingesetzt und noch nicht geprüft. Bitte prüfe Original- und Archivlink gemäß Anleitung und entferne dann diesen Hinweis.